# Recopa Sul-Americana de Clubes de 1971
A Recopa Sul-Americana de Clubes de 1971 foi a segunda e última edição do torneio. Diferente da edição anterior, esta teve caráter amistoso, em virtude da desistência de alguns participantes. Novamente Brasil e Colômbia desistiram de participar da competição.
O torneio originalmente contaria com a participação de 8 equipes, divididas em dois grupos. No dia 25 de fevereiro de 1971, a dois dias da estréia, o representante do Chile, Deportes Concepción, desistiu da disputa. O representante uruguaio, Huracán Buceo, não havia ainda confirmado sua participação, e a Argentina também não enviou representante, já que a segunda partida da final da Copa Argentina, entre San Lorenzo e Vélez Sársfield, nunca foi realizada.
Com isso, a Conmebol transformou a Recopa Sul-Americana de Clubes de 1971 em um torneio amistoso, que não valeria troféu algum, e só seria disputado pelas equipes do segundo grupo.

## Participantes
Grupo 1
| Indefinido           |              |  |
| Indefinido           |              |  |
| Deportes Concepción* | (Concepción) |  |
| Huracán Buceo*       | (Montevidéu) |  |

* Desistiram da competição.
Grupo 2
| América de Quito | (Quito)    |  |
| Olimpia          | (Assunção) |  |
| Juan Aurich      | (Chiclayo) |  |
| Valencia         | (Valencia) |  |

## Tabela

### Grupo 2
| 28 de fevereiro de 1971 | Olimpia                   | 2 – 1 | Juan Aurich | Atahualpa, Quito (Equador) |
|                         | Gol marcado · Gol marcado |       | Gol marcado |                            |

| 28 de fevereiro de 1971 | América de Quito | 1 – 0 | Valencia | Atahualpa, Quito (Equador) |
|                         | Gol marcado      |       |          |                            |

| 3 de março de 1971 | América de Quito                                      | 4 – 0 | Juan Aurich | Atahualpa, Quito (Equador) |
|                    | Gol marcado · Gol marcado · Gol marcado · Gol marcado |       |             |                            |

| 3 de março de 1971 | Olimpia | 0 – 0 | Valencia | Atahualpa, Quito (Equador) |
|                    |         |       |          |                            |

| 7 de março de 1971 | América de Quito | 0 – 0 | Olimpia | Atahualpa, Quito (Equador) |
|                    |                  |       |         |                            |

| 7 de março de 1971 | Valencia                  | 2 – 2 | Juan Aurich               | Atahualpa, Quito (Equador) |
|                    | Gol marcado · Gol marcado |       | Gol marcado · Gol marcado |                            |

Classificação
| Time             | Pts | J | V | E | D | GP | GC | SG  |
| ---------------- | --- | - | - | - | - | -- | -- | --- |
| América de Quito | 5   | 3 | 2 | 1 | 0 | 5  | 0  | 5   |
| Olimpia          | 4   | 3 | 1 | 2 | 0 | 2  | 1  | 1   |
| Valencia         | 2   | 3 | 0 | 2 | 1 | 2  | 3  | - 1 |
| Juan Aurich      | 1   | 3 | 0 | 1 | 2 | 3  | 8  | - 5 |

| Recopa Sul-Americana de Clubes 1971 |
| ----------------------------------- |
| América de Quito Campeão            |